# Nguyễn Cao Kỳ

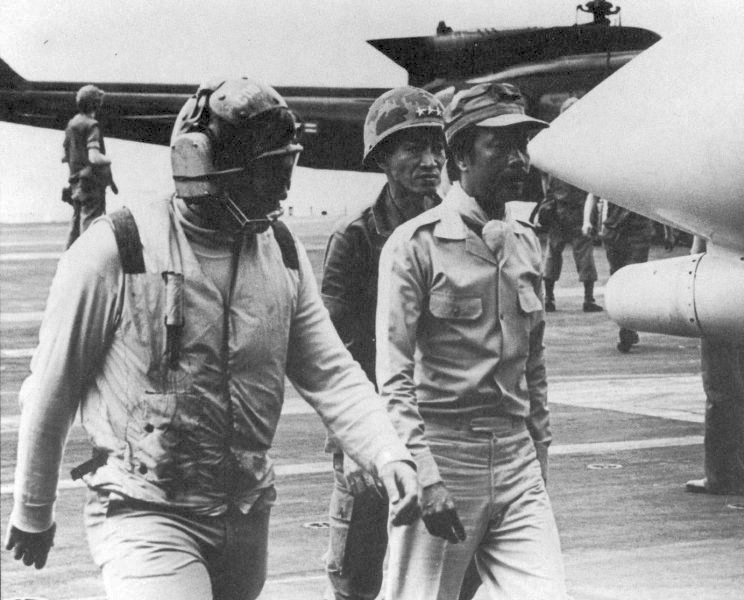
Nguyễn Cao Kỳ na pokładzie lotniskowca USS Midway

Nguyễn Cao Kỳ (ur. 8 września 1930 w Sơn Tây, zm. 23 lipca 2011 w Kuala Lumpur) – wietnamski generał i polityk, premier Wietnamu Południowego w latach 1965–1967. 
Od 1963 do 1965 dowodził lotnictwem Wietnamu Południowego. W maju 1965 dokonał przewrotu, po czym objął władzę w kraju jako szef junty wojskowej i premier (od 1965 do 1967) Wietnamu Południowego. Od 1967 do 1971 sprawował urząd wiceprezydenta kraju, po czym został odsunięty od rządów.

## Życiorys
W 1948 roku ukończył szkołę średnią w Hanoi, a cztery lata później szkołę oficerów rezerwy w Nam Định. W 1954 roku ukończył szkołę sił lotniczych w Marrakeszu.
W 1954 roku wstąpił do Sił Powietrznych Wietnamu Południowego. W 1958 roku ukończył amerykański Air Command and Staff College. Po obaleniu Ngô Đình Diệma w 1963 roku został mianowany dowódcą Wietnamskich Sił Powietrznych. 
W czerwcu 1965 roku, wraz z Nguyễn Văn Thiệuem i Dương Văn Minhem przeprowadził zamach stanu w którym obalono rząd Phan Huy Quáta. Zamach stanu wprowadził w Wietnamie rządy triumwiratu, na czele którego stanął Kỳ. W 1967 roku objął urząd wiceprezydenta, niezadowolony ze swojej pozycji stał się krytykiem rządów Thiệua. W 1971 roku chciał wystartować w wyborach prezydenckich, nie pozwolono mu jednak na to. Następnie powrócił do służby wojskowej.
Po upadku Sajgonu w 1975 roku przedostał się helikopterem na pokład amerykańskiego lotniskowca, następnie udał się na emigrację do Stanów Zjednoczonych. W styczniu 2004 roku odwiedził Wietnam, przebywał wówczas w Ho Chi Minh oraz Hanoi.
Żonaty, miał szóstkę dzieci. Zmarł w wyniku choroby płuc, o poranku 23 lipca 2011 roku w Kuala Lumpur.